# Gunnlaugsson
Gunnlaugsson ist ein männlicher isländischer Name.

## Herkunft und Bedeutung
Der Name ist ein Patronym und bedeutet Gunnlaugurs Sohn. Die weibliche Entsprechung ist Gunnlaugsdóttir (Gunnlaugurs Tochter).

## Namensträger
- Arnar Gunnlaugsson (* 1973), isländischer Fußballspieler
- Bjarki Gunnlaugsson (* 1973), isländischer Fußballspieler
- Björn Gunnlaugsson (1788–1876), isländischer Kartograph
- Eyþór Ingi Gunnlaugsson (* 1989), isländischer Popsänger
- Garðar Gunnlaugsson (* 1983), isländischer Fußballspieler
- Helgi Gunnlaugsson (* 1957), isländischer Soziologe
- Hrafn Gunnlaugsson (* 1948), isländischer Filmemacher
- Sigmundur Davíð Gunnlaugsson (* 1975), isländischer Politiker